# Standard Industrial Classification
SIC (ang. Standard Industrial Classification) – klasyfikacja działalności gospodarczej, stworzona przez rząd Stanów Zjednoczonych. Powstał w latach trzydziestych XX wieku. Opiera się na czterocyfrowym kodzie. Od roku 1997 został zastąpiony przez NAICS, obowiązujący we wszystkich krajach Ameryki Północnej. Niektóre agencje rządowe USA np. United States Securities and Exchange Commission nadal stosuje system SIC.